# Playdead
Playdead är en dansk datorspelsutvecklare med säte i Köpenhamn. Företaget grundades 2006 och är mest känt för sitt debutspel Limbo.

## Utvecklade spel
| Släppår | Titel  | Platform                                                                                              |
| ------- | ------ | --- |
| 2010    | Limbo  | Android, iOS, Linux, Mac, PlayStation 3, PlayStation 4, PlayStation Vita, Windows, Xbox 360, Xbox One |
| 2016    | Inside | Windows, Xbox One, PlayStation 4, iOS, Mac                                                            |